# Antonino Orrù
Antonino Orrù (ur. 23 kwietnia 1928 w Sinnai, zm. 13 sierpnia 2022 w Cagliari) – włoski duchowny rzymskokatolicki, w latach 1990-2004 biskup Ales-Terralba.

## Życiorys
Święcenia kapłańskie przyjął 13 lipca 1952. 9 kwietnia 1990 został mianowany biskupem Ales-Terralba. Sakrę biskupią otrzymał 13 maja 1990. 5 lutego 2004 przeszedł na emeryturę.